# Erik Jonsson (friidrottare)
Erik Jonsson, född den 26 oktober 1919 i Dala-Floda, död 12 oktober 2001 i Köping var en svensk friidrottare (långdistanslöpare). Han tävlade för Dala-Floda IF och vann SM-guld i maratonlöpning år 1946.